# Idusa plagusiae
Idusa plagusiae är en kräftdjursart som beskrevs av Schioedte och Frederik Vilhelm August Meinert 1884. Idusa plagusiae ingår i släktet Idusa och familjen Cymothoidae. Inga underarter finns listade i Catalogue of Life.